# Улица Салтыкова-Щедрина (Новосибирск)
Улица Салтыко́ва-Щедрина́ — улица в Железнодорожном районе Новосибирска, разъединённая на две части несколькими жилыми кварталами. Первая часть улицы располагается между проспектом Димитрова и Комсомольским проспектом, с которым образует угловой перекрёсток. Вторая часть начинается от улицы Челюскинцев, пересекает улицу 1905 года и заканчивается, примыкая к Железнодорожной улице.

## Исторические здания
- Дом по улице Салтыкова-Щедрина № 5 — двухэтажное деревянное здание, построенное в 1914 году. Памятник архитектуры регионального значения.[1]

- Дома по улице Салтыкова-Щедрина № 118 — два восстановленных памятника деревянного зодчества, соединённых между собой стеклянной галереей. Приблизительное время строительства — от 1903 до 1906 года. Были разобраны по причине строительства подземной парковки для расположенного рядом 24-этажного здания, после чего собраны вновь. Все три здания примыкают вплотную друг к другу и имеют общий адрес.[2]

## Организации

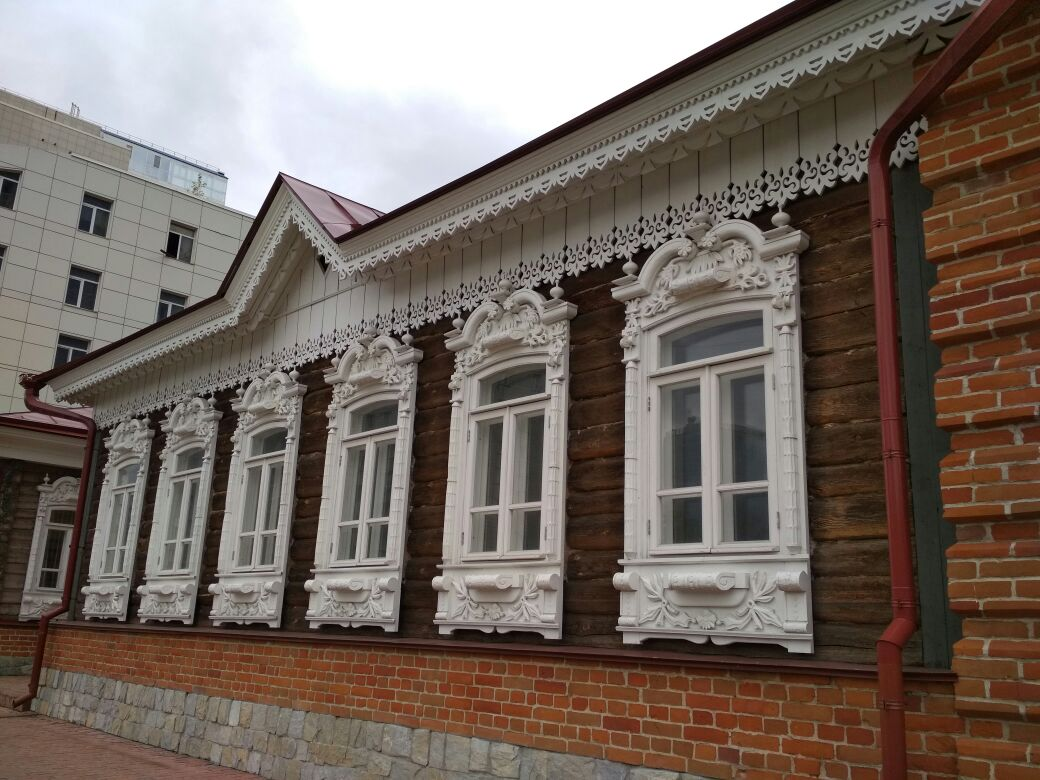
Улица Салтыкова-Щедрина № 120. Памятник деревянного зодчества.

- Центр гигиены и эпидемиологии в Новосибирской области
- Дворец культуры железнодорожников
- Новосибирская специальная музыкальная школа-колледж
- Шале, гостиница
- НСК 49, телеканал

## Деловые центры
- Димитровский
- Спарта